# Johann Friedrich Gauhe
Johann Friedrich Gauhe (né le 15 mars 1681 à Waltersdorf et mort le 29 décembre 1755 à Helbigsdorf) est un généalogiste et historien prussien.

## Biographie
Son père Johann Gauhe étant décédé prématurément, Johann Friedrich reçoit sa première éducation chez des parents à Luckau. En 1689, il étudie au lycée de Cölln et, à partir de 1700, étudie à l'université de Wittemberg, où Johannes Deutschmann (de) et Gottlieb Wernsdorf l'Ancien sont ses professeurs. Après la fin de ses études, il travaille quelques années comme intendant, prend en charge le pastorat d'Oberneuschönberg en 1715 et est transféré à Helbingsdorf en 1724.
Son ouvrage principal Des Heiligen Römischen Reichs Genealogisch-Historisches Adels-Lexikon ... est un ouvrage très apprécié dans le domaine de la généalogie et est largement utilisé jusqu'au XIXe siècle. Il est également co-auteur de "Unschuldigen Nachrichten" et livre le manuscrit d'une histoire de l'Église hongroise-transylvanienne et de l'histoire de la Réforme, qui lui est volé en 1723.

## Publications
- Helden- und Heldinnen-Lexicon. In welchem das Leben und die Thaten derer Generalen, Admiralen, Feld-Marschalle, Obristen, Capitains, wie auch anderer Personen männlichen und weiblichen Geschlechts von allen Nationen, die sich von den ältesten biß auf gegenwärtige Zeiten in den Kriegen zu Wasser und Lande, oder bey andern Gelegenheiten, durch ihre Tapfferkeit einen besondern Ruhm erworben. Johann Friedrich Gleditsch & Sohn, Leipzig 1716 (Volltext).

- Des Heiligen Römischen Reichs Genealogisch-Historisches Adels-Lexikon. Darinnen die heut zu Tage florierende älteste und ansehnlichste Adelige, Freyherrliche und Gräfliche Familien nach ihrem Alterthum und Ursprunge, Vertheilungen in unterschiedene Häuser nebst den Leben derer daraus entsprossenen berühmthesten Personen, insonderheit Staatsministern mit bewährten Zeugnissen vorgestellt werden, nebst einer nöthigen Vorrede, Anhange und Register. Johann Friedrich Gleditsch & Sohn, Leipzig 1719. Das Werk erschien 1740 in zweiter Auflage und ein „zweyter und letzter Theil“ folgte 1747.
  - 1. Auflage, Leipzig 1719 (Volltext).
  - 2. Auflage, Leipzig 1740 (Volltext).
  - Teil II, Leipzig 1747 (Volltext).